# Воробьёвка (Ярославская область)
Воробьёвка — деревня в Покровской сельской администрации Покровского сельского поселения Рыбинского района Ярославской области России.

## География
Деревня расположена непосредственно на автомобильной дороге Рыбинск-Углич (Р104). Соседние по дороге населённые пункты: в сторону Рыбинска — деревня Дорожная, в сторону Углича Исанино. В Воробьевке от основной дороги отходит дорога местного значения на Сонино.
Деревня стоит в основном на левом берегу ручья Козулька, правого притока реки Коровки, который течёт с юга на север и пересекает дорогу на северной окраине деревни. Берег этого притока невысок и во время весеннего паводка случается подтопление части домов деревни. Собственно Коровка протекает западнее Воробьевки, на удалении около 1 километра.

## История
Село Воробьево указано на плане Генерального межевания Рыбинского уезда 1792 года.

## Население
| 2007 | 2010 |
| ---- | ---- |
| 11   | ↘10  |

Численность постоянного населения на 1 января 2007 года — 11 человек.

## Инфраструктура
Личное подсобное хозяйство с зоной сельскохозяйственного использования, индивидуальная застройка усадебного типа. Дома расположены в основном по обе стороны автомобильной дороги. Преобладает традиционная застройка, почти все дома рубленные избы, фасадами на улицу. Формируется вторая улица — вдоль дороги на Сонино.
В деревне имеется продовольственный магазин. Централизованное водоснабжение отсутствует, используются колодцы. Администрация сельского поселения, школа и центр врача общей практики — в поселке Искра Октября. Отделение почты, церковный приход и кладбище в селе Покров.

## Транспорт
В деревне автобусная остановка рейсовых автобусов на Углич и Мышкин.